# Sheboygan
Sheboygan – miasto w stanie Wisconsin, w hrabstwie Sheboygan, nad jeziorem Michigan. W 2000 r. miasto to na powierzchni 36,4 km² zamieszkiwało 50 792 osób. 
W tym mieście rozwinął się przemysł metalowy, drzewny oraz spożywczy.

## Miasta partnerskie
- Esslingen am Neckar, Niemcy
- Tsubame, Japonia